# Gare d'Amagasaki (JR West)
Pour les articles homonymes, voir Gare d'Amagasaki.
La gare d' Amagasaki (尼崎駅, Amagasaki-eki) est une gare ferroviaire localisée dans la ville d'Amagasaki, dans la préfecture de Hyōgo au Japon. La gare est exploitée par la compagnie JR West, sur la ligne principale Tōkaidō (ligne JR Kôbe・ligne JR Takarazuka). Elle est également la gare de départ de la ligne Fukuchiyama. L’utilisation de la carte ICOCA est valable dans cette gare.
Il existe une autre gare d'Amagasaki appartenant à la compagnie Hanshin. Elle est située à 2 km au sud-ouest.

## Disposition des quais
La gare d'Amagasaki est une gare disposant de quatre quais et de huit voies.
| N° de voie | Ligne           | Direction                          |
| ---------- | --------------- | ---------------------------------- |
| 1          | ▆JR Kôbe        | Himeji/Sannomiya                   |
| 2          | ▆ JR Takarazuka | Takarazuka/Fukuchiyama             |
| 3          | ▆ JR Takarazuka | Takarazuka/Fukuchiyama             |
| 3          | ▆JR Kôbe        | Himeji/Sannomiya                   |
| 4          | ▆JR Kôbe        | Himeji/Sannomiya                   |
| 5・6       | ▆ JR Kyôto      | Ôsaka/Shin-Ôsaka/Takatsuki         |
| 5・6       | ▆ JR Tôzai      | Kitashinchi/Nihombashi/Shijōnawate |
| 7          | ▆ JR Takarazuka | Ôsaka/Shin-Ôsaka                   |
| 7          | ▆ JR Tôzai      | Kitashinchi/Nihombashi/Shijōnawate |
| 8          | ▆ JR Kyôto      | Ôsaka/Shin-Ôsaka/Takatsuki         |
| 8          | ▆ JR Takarazuka | Ôsaka                              |

## Gares/Stations adjacentes
| JR West                                                                                                   |                                         |                                                     |                                         |                          |
| Direction Kôbe                                                                                            | Ligne Tôkaidô (Ligne JR Kôbe)           | Ligne Tôkaidô (Ligne JR Kôbe)                       | Ligne Tôkaidô (Ligne JR Kôbe)           | Direction Ôsaka          |
| Ashiya |                                         | Special Rapid Service 新快速                        |                                         | Ôsaka                    |
| Nishinomiya                                                                                               |                                         | Rapid Service 快速                                  |                                         | Ôsaka                    |
| Tachibana                                                                                                 |                                         | Local 普通                                          |                                         | Tsukamoto                |
| Direction Fukuchiyama                                                                                     | Ligne Fukuchiyama (Ligne JR Takarazuka) | Ligne Fukuchiyama (Ligne JR Takarazuka)             | Ligne Fukuchiyama (Ligne JR Takarazuka) | Direction Ôsaka          |
| Itami |                                         | Tambaji Rapid Service 丹波路快速                    |                                         | Ôsaka                    |
| Itami |                                         | Rapid Service 快速                                  |                                         | Ôsaka                    |
| Tsukaguchi                                                                                                |                                         | Rapid Service 快速 (départ et arrivée à Tsukaguchi) |                                         | Kashima (Ligne JR Tozai) |
| Tsukaguchi                                                                                                |                                         | Local 普通                                          |                                         | Ôsaka Tsukamoto（※）     |
| Direction Amagasaki                                                                                       | Ligne JR Tôzai                          | Ligne JR Tôzai                                      | Ligne JR Tôzai                          | Direction Kyôbashi       |
| Tachibana (ligne JR Kôbe) Tsukaguchi (ligne JR Takarazuka) Itami 『Service Rapide』 (ligne JR Takarazuka) |                                         | Rapid Service Régional 区間快速                     |                                         | Kashima                  |
| Terminus                                                                                                  |                                         | Rapid Service Direct 直通快速                       |                                         | Kashima                  |
| Tsukaguchi (ligne JR Takarazuka) Itami (ligne JR Takarazuka)                                              |                                         | Rapid Service 快速                                  |                                         | Kashima                  |
| Tachibana (ligne JR Kôbe) Tsukaguchi (ligne JR Takarazuka)                                                |                                         | Local 普通                                          |                                         | Kashima                  |

（※）(Si le terminus est Ôsaka, le train ne s'arrête pas à Tsukamoto)
- Le Limited Express Kōnotori s'arrêtent à cette gare.

| Limited Express |  |          |  |       |
| Takarazuka      |  | Kōnotori |  | Ôsaka |